# Fragoso (Barcelos)
Fragoso é uma povoação portuguesa sede da Freguesia de Fragoso do Município de Barcelos, freguesia com 12,59 km² de área e 2069 habitantes (censo de 2021), tendo, por isso, uma densidade populacional de 164,3 hab./km².
O seu ponto mais alto é o Monte de S. Gonçalo, com 493 metros de altitude, que também é o ponto mais alto do município de Barcelos.

## Demografia
A população registada nos censos foi:
| Distribuição da População por Grupos Etários | Distribuição da População por Grupos Etários | Distribuição da População por Grupos Etários | Distribuição da População por Grupos Etários | Distribuição da População por Grupos Etários |
| -------------------------------------------- | -------------------------------------------- | -------------------------------------------- | -------------------------------------------- | -------------------------------------------- |
| Ano                                          | 0-14 Anos                                    | 15-24 Anos                                   | 25-64 Anos                                   | > 65 Anos                                    |
| 2001                                         | 456                                          | 405                                          | 1160                                         | 264                                          |
| 2011                                         | 396                                          | 278                                          | 1212                                         | 307                                          |
| 2021                                         | 277                                          | 261                                          | 1111                                         | 420                                          |

## História
- Carta de Couto – Em 1127, D. Afonso Henriques, concedeu, ainda Infante, à Ermida de S. Vicente de Fragoso Carta de Couto e Demarcação de Limites, o seu primeiro documento conhecido, em troca de orações (legado pio). Na área demarcada ficaram incluídas a Ermida de S. Vicente e a Igreja de S. Pedro de Fragoso. O texto da Carta, em latim, cujo original se começava a degradar, foi transcrito na Chancelaria de D. Afonso III, liv. I, fl. 119v. e na Chancelaria de D. João V, liv. 26, fl. 227. O ano de 1165, da era de César, corresponde ao ano de 1127 da era Cristã.

Extrato da Carta
| Texto em latim «In nomine Patris et Filii et Spiritus Sancti, Amen. Ego Adeffonsus, Infans, filius Hanrici et de matre Regina Tarasia, placuit mihi ut facerem sicut et facio Cautum sicut et terminum ad ipsam Heremitam Sancti Vincentii de Fragoso pro remedio animae meae, et avunculis meis, et facio illum cautum et terminum pro amore Domini Nostri Jesu Christi et ut mercedem habeant inde ante Deum Omnipotentem in die juditii, et ut servi dei qui ibi habitant vel habitaverint memoriam mei habeant in missis et in psalmis et in tota opera quae ad Dominum pertinet, …» | Tradução «Em nome do Pai, do Filho e do Espírito Santo. Amém. Eu, Afonso, Infante, filho de Henrique e da mãe Rainha Teresa, me aprouve fazer, assim como faço Couto e Termo à própria Ermida de S. Vicente de Fragoso em sufrágio da minha alma e pelos meus tios maternos, e faço aquele Couto e Termo por amor de Nosso Senhor Jesus Cristo e para que alcancem misericórdia diante de Deus Omnipotente no dia do Juízo e, para que os servos de Deus que aí habitam ou habitarem se lembrem de mim nas missas, e nos salmos, e em toda a actividade que a Deus pertence…» |

- Doação de D. Dinis – Em 1301, D. Dinis, 6.º Rei de Portugal, pretendendo recompensar o seu físico (médico) Mestre Martinho, cónego das Sés de Braga e de Lisboa, pelos muitos serviços prestados, doou-lhe, conjuntamente com a Rainha D. Isabel, sua mulher, e com o filho comum D. Afonso, a Igreja de Santa Maria de Abade (de Neiva) e a Ermida de S. Vicente de Fragoso com todos os direitos, usos, pertenças e costumes. D. Dinis manteve o legado pio de D. Afonso Henriques, acrescentando mais algumas obrigações. Mestre Martinho, na qualidade de Prior da Igreja de Santa Maria de Abade, viria instituir em 1310 uma ‘pequena’ colegiada e um hospital[5]. Manteve-se como Prior da Colegiada até 1317, ano em que foi nomeado Bispo da Guarda.

- O Couto de S. Vicente após a Doação – A partir de 1301, o couto ficou cindido em duas partes: de um lado a Ermida de S. Vicente designada Igreja/Freguesia, pertença do Rei segundo as Inquirições, e do outro a Igreja de S. Pedro, pertença dos moradores. Todavia, na qualidade de donatário, D. Martinho, e posteriormente os seus sucessores, passaram a ser os Ouvidores do Couto para quem os moradores deviam apelar antes de formalizarem qualquer recurso para o Rei. Outro facto que ocorreu foi o de os enterramentos das pessoas falecidas no Couto de Fragoso passarem a ser sepultadas em Santa Maria de Abade. Com a construção, em finais do séc. XV para o início de XVI, da nova igreja de S. Pedro, no sítio da atual, e respetivo adro para cemitério foi concedido o enterramento em Fragoso mediante o pagamento de 180 réis a Santa Maria de Abade (direito de cabeceira)[6].

- A Câmara do Couto – A Carta de Couto de D. Afonso Henriques viria a dar origem a um Município Rural, onde o juiz, com os restantes eleitos e mais oficiais, constituía a Câmara do Couto. Os juízes eram eleitos de três em três anos, um para cada ano, pelos moradores do Couto na Câmara de Barcelos que se limitava a confirmá-los em ata. Era sua competência fazer montarias, correição no açougue, vendas e moendas, estradas e chancelarias, demolir tomadias e fazer coimas (no caso de incumprimento de posturas)[7]. Este poder sobre as tomadias, ou seja sobre o monte de Fragoso, deu origem a muitos conflitos com a Câmara da então Vila de Barcelos. A Coroa precisava de dinheiro e cobrava a terça parte sobre quase todas as receitas dos municípios. A Câmara de Barcelos encontrava-se também com dificuldades financeiras. Isso levava-a a fazer uma grande pressão sobre os oficiais de Fragoso com intenção de se apoderar dos montados para fazer tomadias e obter receitas com a sua venda. Recorreram então os moradores para a Relação da Casa do Porto tendo sido emitido pelos seus juízes em 1780.11.09 um acórdão favorável aos moradores do Couto porque os montados pertenciam à Casa de Bragança e esta não se havia pronunciado sobre negócio que lhe estava afeto[8]. E assim, contra as Ordenações do Reino, os moradores de Fragoso continuaram isentos do pagamento da Terça.

- Ensino – Por Resolução Régia de 16 de Agosto de 1779, D. Maria I colocou no Couto de Fragoso Manuel Plácido de Paiva como ‘mestre da cadeira de ler e escrever (sic)’. Com o tempo, estes mestres passaram a ser denominados ‘mestres de primeiras letras’, ‘mestres de ler, escrever e contar’ e ‘professores do ensino primário’. Entre o professor Manuel P. de Paiva e o último professor régio colocado em Fragoso, José António de Oliveira, com alguma vacatura temporária da cadeira, houve mais oito professores tendo sido alguns deles reconduzidos. Leccionavam, pelos elementos conhecidos, na casa onde habitavam como aconteceu com o professor José António Correia Meira que em 1834.04.19 informou a Câmara que a sua aula era no lugar do Penedo Nº. 251[9]. Também, por Inquérito de 1875 à instrução primária no distrito de Braga, sabemos que o P.e José Martins da Cruz leccionava na sua casa no lugar das Cortinhas [2]. Foi José António de Oliveira, na qualidade de último professor régio, a fazer a transição da Monarquia para a República. Leccionou na casa de Manuel José Vieira, lugar da Sá, tendo entretanto construído um salão na sua Casa do Poço, também na Sá, atual Rua Prof. José António de Oliveira. Aí funcionou como escola até à inauguração da Escola Primaria em 1949 construída no sítio dos Barreiros em terreno cedido pela Família Espregueira onde se encontram também a Sede da Junta e Posto Avançado de Fragoso dos Bombeiros Voluntários de Barcelos, Cantina, Casa do Povo/Posto Médico bem como todo o largo em frente ao Posto Médico.

- A escola para o sexo feminino, pedida pela Junta de Paróquia em 1902.05.19, começou a funcionar em 1912.11.03 no lugar da Bouça nos altos da casa de Miguel da Costa Sá Neiva tendo posteriormente passado para a Mourinha para uma casa que havia sido do P.e Manuel das Neves, natural de Fragoso, que, conjuntamente com os devotos do lugar da Sá (Fragoso e Aldreu), erigiu, no alto de Aldreu, a Capela de Nossa Senhora do Pilar cuja devoção e veneração ainda hoje se vive. Tem no frontispício o ano de 1698, datando a escritura de ‘doação e dote’ de 1697.09.16. [10].

## Património

### Igreja Paroquial
Tem como orago S. Pedro em Antioquia, sede que ocupou antes de vir para Roma cuja festa que se celebra a 22 de Fevereiro. É citada pela primeira vez em ‘O Bispo D. Pedro’ datado de 1080-1085. Encontrava-se no sítio da Currais/Seara, no entroncamento dos lugares da Goiva,Sá e Mámoa. Em finais do séc. XIV foi construída uma nova no lugar do Ruão/Casal de Bouça Má. A fachada e um campanário, três naves com quatro arcos por banda, sem tribuna e uma cobertura com telha sobre ripes constituíam a sua estrutura. Tendo começado a degradar-se, no princípio do séc. XX José Gonçalves Dias Neiva, natural de Fragoso e residente em Torres Vedras, Termas dos Cucos, ele, que já tinha oferecido à paróquia o cemitério em 1906, a expensas suas deu início à construção de uma nova igreja. Levantado o frontispício e a torre e construído o coro, com o advento da República, abandonou a obra com data de 1911. Assim ficou, até que em finais da década de 1920, com o resto da igreja já escorada, o Abade Joaquim Beirão, pároco de Fragoso de 1924 a 1963, e todos os Fragosenses continuaram a construção do corpo da igreja, de uma só nave, e capela-mor. A tribuna, estilo D. João V, foi comprada à Matriz de Caminha, monumento nacional, em virtude do IPAR estar a repor o traçado original. Custou 5 contos que, em dinheiro atual, corresponde a 25 Euros, e foi transportada em carros de bois. Os altares da Senhora do Livramento e da Senhora de Lurdes, estilo barroco, pertenciam à antiga igreja, e os dois laterais, que tinham sido da Igreja de S. Francisco, foram comprados ao Cónego Joaquim Gaiolas, Prior de Barcelos, por 12 contos, ou seja, 60 Euros. Na sua construção colaboraram também benfeitores como a Casa Espregueira e o P.e Joaquim Félix. Viria a ser benzida em 1936 pelo Arcebispo D. António Bento Martins Júnior.

### Cruzeiro Velho
Em frente da Igreja, junto ao cemitério, encontra-se o cruzeiro paroquial, denominado cruzeiro velho. Está colocado sobre uma base quadrangular composta por quatro degraus, sendo o pedestal feito de uma só pedra. Nela se encaixa a base da coluna que é quadrangular, bem como o capitel. Sobre este está uma cruz latina simples. O ano que se lê no pedestal é de 1652. Trata-se de um dos exemplares mais antigos do Concelho. 

### Capelas
Houve várias capelas em Fragoso das quais já só reza a história: Santa Luzia em Guilhufe, e Senhora da Conceição, na Gandra (atual Rua D. Afonso Henriques, direcção Barroselas)., Santa Marta, na Barrosa, e S. Gonçalo (da primeira só restam ruínas sob o Marco Geodésico. A imagem do Santo, segundo as Memórias Paroquiais de 1758 de Abade de Neiva foi levada para a igreja de Santa Maria de Abade de Neiva por degradação da capela. Encontra-se hoje na capela de Santo Amaro). Atualmente existem cinco: Capela de São Vicente a que D. Afonso Henriques concedeu Carta de Couto em 1127, S. Gonçalo (nova), Senhor do Calvário, Senhora da Conceição e Santo António da Espregueira. Esta capela pertence à Casa da Espregueira que é do género de casa nobre do Minho, de fachada simples e decoração barroca, construída entre 1774 e 1776 por António Martins dos Santos que obteve do Papa Pio VI importantes privilégios pessoais. A Capela foi agregada à Basílica de S. João de Latrão, em Roma, Sé do Papa, que lhe concedeu vários benefícios entre os quais o de altar privilegiado perpétuo quotidiano para todas as missas que nele se dissessem por defuntos. Muitas missas foram mandadas rezar nesta capela por famílias de Fragoso e das freguesias vizinhas, algumas por imposição testamentária. Sob o altar está depositado o corpo de S. Justino, mártir, trazido das catacumbas de Santa Ciríaca.

### Ponte sobre o Rio Neiva
Embora, na origem, possa tratar-se de uma ponte romana, o restauro da atual remonta aos séculos XVI-XVII. Esta ponte está referida no Tombo da Ermida de S. Vicente de Fragoso de 1493-94. Por aqui passava uma via romano-medieval que ligava Barca do Lago (Gemeses),  a Barco do Porto (Cardielos/Serreleis) De notar que em Barca do lago havia uma barca por Deus, ou seja, paga por benfeitores. Aqui fazia escala a Mala-Posta e passavam peregrinos de Santiago de Compostela. Seguindo esta via de perto, ou mesmo decalcando-a, foi construída no século XIX a Estrada Real Nº. 305 que passou a ligar Barca do Lago a Âncora, pela ponte de Fragoso e travessia do Rio Lima por barca no sítio da Passagem (Moreira de Geraz do Lima-Lanheses). Era pela ponte de Fragoso que ainda em 1840 passava a estrada de Barcelos a Viana. Com a construção de uma nova ponte, inaugurada em 1994, a ponte velha, denominada ‘da Espregueira’ passou a ponte pedonal.

## Recursos naturais
- Cascata de São Vicente   – Encontra-se entre a Ermida de S. Vicente e o caminho que leva à Fonte da Virtude. Talvez uma das mais bonitas do Vale do Neiva.
- Monte de S. Gonçalo – “… Não é por acaso que esteja documentado por estes sítios um caminho medieval, percorrido pelos peregrinos de S. Tiago que se dirigiam a Compostela, transpondo o Lima no sitio da Passagem, caminho apontado como tendo sido trilhado por Santa Isabel, esposa de Dom Dinis, na primeira metade do Século XIV.

Do alto desta chã, onde foi implantado um posto de vigia aos incêndios, avista-se uma paisagem de ímpar beleza. O olhar alarga‑se para além do que fora o antigo concelho de Barcelos, até 1835, com mais de 200 freguesias, desde o Lima ao Ave, de Vila do Conde a Famalicão e Santo Tirso, das terras de Braga e Prado, às de Ponte de Lima.
Na linha da costa lobriga‑se com facilidade a cidade de Viana do Castelo com o seu porto de mar, encimada pelo monumento dedicado ao Sagrado Coração de Jesus, no alto do Monte de Santa Luzia e, rodando para Sul, Esposende, Fão, Apúlia, Póvoa do Varzim e Vila do Conde. Mais no interior descobre‑se a cidade de Barcelos, a ermida e o monte da Franqueira, Monte de São Félix, o Santuário do Sameiro e o Bom Jesus do Monte. Fazendo uma rotação completa observam‑se os povoados com os seus campanários, a propriedade retalhada e as linhas de água, e contemplam‑se os montes e outeiros do Minho, salpicados com pequenas ermidas e capelas caiadas de branco, testemunhos da fé e devoção de um povo. Enfim, uma paisagem pitoresca que quem a descobre jamais a esquece e sela o compromisso de voltar. Sebastião Matos in Prefácio ao livro de J. J. Saleiro Beirão, Fragoso – Um Couto em Terras de Neiva, 2002.”. 
- Ribeiro de S. Vicente
- Rio Neiva (praias fluviais)

## Desporto
Grupo Desportivo de Fragoso (Futebol de 11 - Campeonato Popular de Barcelos). 

## Festividades
- Festa em honra da Nossa Senhora do Livramento  – Atualmente ocorre no último Domingo de Maio. No ano de 1724 realizou-se a 7 de Maio, 1º domingo do mês.  Trata-se de uma das maiores romarias do Minho sendo considerada a segunda maior de Barcelos.
- Festa de São João  – Realiza-se na Ermida de S. Vicente, habitualmente, no domingo mais próximo do dia 24 de Junho.
- Kresto Rock Festival  – um festival com muita música rock e DJs, dança, campismo grátis, piscina e tudo o resto que um festival de música oferece.

## Política

### Eleições autárquicas
| Data | %       | V       | %     | V  | %       | V       | %      | V      | %       | V       | %   | V   |
| Data | PPD/PSD | PPD/PSD | PS    | PS | APU/CDU | APU/CDU | CDS-PP | CDS-PP | PSD-CDS | PSD-CDS | IND | IND |
| ---- | ------- | ------- | ----- | -- | ------- | ------- | ------ | ------ | ------- | ------- | --- | --- |
| 1976 | 58,89   | 4       | 35,42 | 3  |         |         |        |        |         |         |     |     |
| 1979 | 74,16   | 11      | 18,48 | 2  | 4,37    | -       |        |        |         |         |     |     |
| 1982 | 80,41   | 12      |       |    | 9,55    | 1       |        |        |         |         |     |     |
| 1985 | 64,50   | 6       | 29,60 | 3  |         |         |        |        |         |         |     |     |
| 1989 | 65,46   | 6       | 28,65 | 3  | 3,10    | -       |        |        |         |         |     |     |
| 1993 | 67,63   | 7       | 27,46 | 2  |         |         |        |        |         |         |     |     |
| 1997 | 69,35   | 7       | 25,21 | 2  | 1,26    | -       |        |        |         |         |     |     |
| 2001 | 55,06   | 6       | 23,62 | 2  | 1,11    | -       | 17,14  | 1      |         |         |     |     |
| 2005 | 48,22   | 5       | 36,80 | 3  |         |         | 11,18  | 1      |         |         |     |     |
| 2009 | 47,88   | 5       | 37,40 | 3  | 11,08   | 1       |        |        |         |         |     |     |
| 2013 | CDS-PP  | CDS-PP  | 40,13 | 4  | PPD/PSD | PPD/PSD | 32,09  | 3      | 22,88   | 2       |     |     |
| 2017 | CDS-PP  | CDS-PP  | 67,22 | 6  | PPD/PSD | PPD/PSD | 29,88  | 3      |         |         |     |     |